# انجمن تخصصی

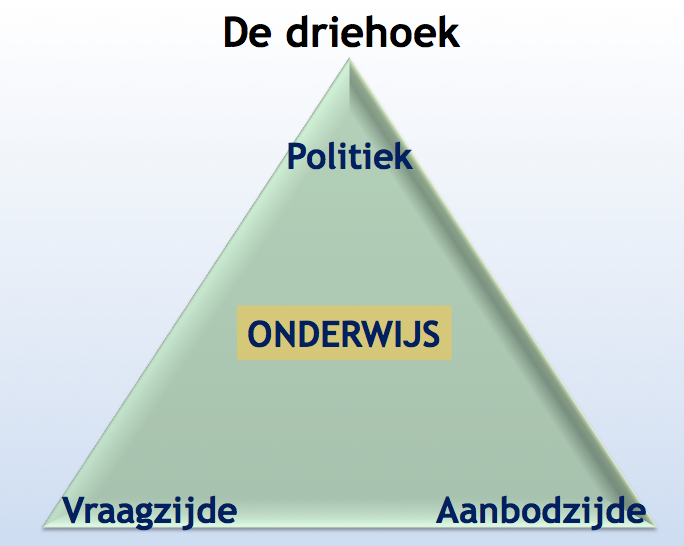
انجمن تخصصی

یک انجمن حرفه ای (که به آن سازمان حرفه ای یا جامعه حرفه ای نیز گفته می‌شود) (به انگلیسی: Professional association) معمولاً به دنبال پیشبرد یک حرفه خاص، منافع افراد و سازمان‌های درگیر در آن حرفه و منافع عمومی است. در ایالات متحده، چنین انجمنی معمولاً یک لیگ تجاری غیرانتفاعی برای اهداف مالیاتی است.

## نقش‌ها
نقش انجمن‌های حرفه‌ای به‌طور متفاوتی تعریف شده‌اند: «گروهی از افراد در یک شغل آموزش دیده‌اند و حفظ، کنترل یا نظارت بر فعالیت قانونی آن شغل به آنها سپرده شده‌است». همچنین نهادی «برای حفظ منافع عمومی» عمل می‌کند. مانند سازمان‌هایی که «نماینده منافع پزشکان حرفه ای هستند» و بنابراین «برای حفظ موقعیت ممتاز و قدرتمند خود به عنوان یک نهاد کنترل کننده اقدام می‌کنند.» انجمن‌های حرفه ای تعریف نامناسبی دارند، اگرچه اغلب در هدف و فعالیت‌ها مشترک هستند. در بریتانیا، شورای علوم یک ساختار حرفه ای را اینگونه تعریف می‌کند: «سازمانی با اعضای فردی که حرفه یا شغلی را انجام می‌دهند که در آن سازمان نظارت بر دانش، مهارت‌ها، رفتار و عملکرد آن حرفه یا شغل را حفظ می‌کند». آژانس تضمین کیفیت بین نهادهای قانونی و تنظیم‌کننده‌هایی که «از اختیارات مجلس برای تنظیم یک حرفه یا گروهی از حرفه‌ها و حمایت از استفاده از عنوان‌ها حرفه‌ای برخوردارند» و نهادهای حرفه‌ای که «سازمان‌های عضویت مستقل هستند که بر فعالیت‌های یک حرفه خاص نظارت می‌کنند» تمایز قائل می‌شوند. و منافع اعضای آنها را نمایندگی می‌کنند" و "ممکن است ثبت یا گواهی مشاغل غیرقانونی را به صورت داوطلبانه ارائه دهند."
بیشتر سازمان‌های حرفه ای با گستره جهانی (به فهرست انجمن‌های حرفه ای بین‌المللی مراجعه کنید) در ایالات متحده مستقر هستند. ایالات متحده اغلب منجر به تبدیل مشاغل مختلف به حرفه‌ها شده‌است، فرآیندی که در ادبیات آکادمیک به عنوان حرفه ای شدن توصیف می‌شود.
بسیاری از نهادهای حرفه ای درگیر اعتبار بخشیدن به مدارک تحصیلی، تعریف و بررسی مهارت‌ها و شایستگی‌های لازم برای تمرین یک فرد، و اعطای گواهینامه‌های حرفه ای برای نشان دادن واجد شرایط بودن یک فرد در حوزه تخصصی هستند. گاهی وقت‌ها عضویت در یک نهاد حرفه ای مترادف با صدور گواهینامه است، عضویت در یک نهاد حرفه ای، به عنوان یک الزام قانونی، در برخی از حرفه‌ها می‌تواند مبنای رسمی اولیه برای ورود و ایجاد فعالیت در این حرفه باشد (البته نه همیشه).
بسیاری از نهادهای حرفه ای نیز به عنوان انجمن علمی برای رشته‌های دانشگاهی زیربنای حرفه‌های خود عمل می‌کنند.